# Guayaquilspecht
Der Guayaquilspecht (Campephilus gayaquilensis) ist ein Specht, der in Südkolumbien, Ecuador und Nordperu vorkommt.
Sein natürlicher Lebensraum sind subtropische und tropische Wälder. Der Lebensraum des Guayaquilspechts ist durch Abholzung für Land- und Viehwirtschaft bedroht. Die verbleibenden Waldgebiete sind klein und fragmentiert, so dass lebensfähige Populationen kaum bestehen können und es unvermeidlich erscheint, dass diese aussterben. Die IUCN stuft die Art als potenziell gefährdet (NT, Near Threatened) ein.

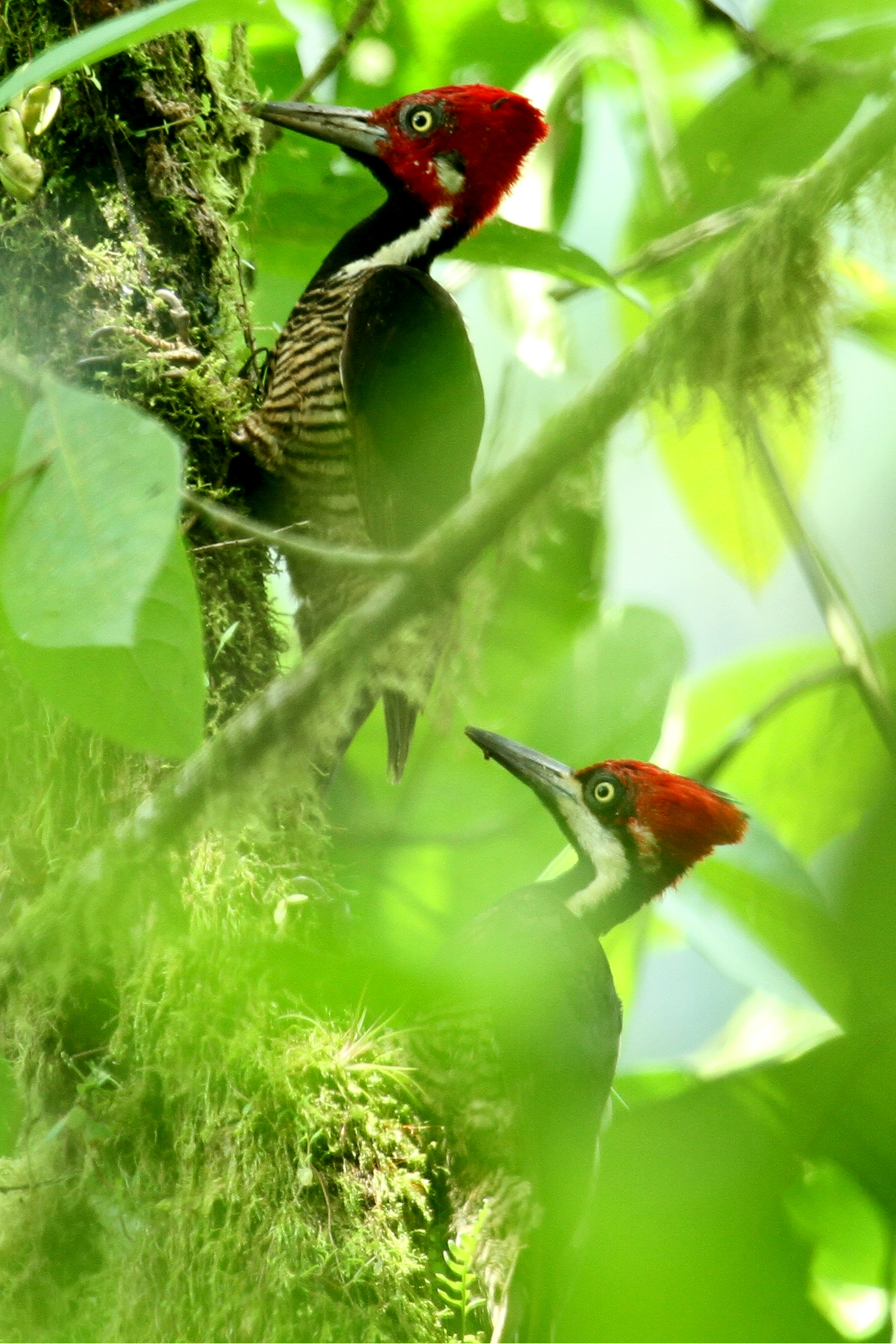
Buonaventura Reserve – Umbrella Bird Lodge – Ecuador (unten das Weibchen)

## Merkmale
Der Guayaquilspecht ein großer Specht mit rotem Kopfgefieder und roter Federhaube, der eine Körperlänge von 32 bis 34 cm und ein Gewicht von 230 bis 253 g erreicht.
Kinn und Kehle sind schwarz mit ein paar roten Flecken. Ein breites weißes Band verläuft über den schwarzen Hals bis zu den Schulterfedern und formt auf dem Rücken eine V-förmige Zeichnung. Beim Weibchen setzt sich der Streifen bis zum Schnabel fort, beim Männchen ist der Kopf überwiegend rot, nur unterhalb der Ohrdecken befindet sich ein weißer Fleck. Mantel (Bereich zwischen Nacken und Schulterfedern) und Schwanz sind schwarz, Bürzel und Oberschwanzdecken sind schwarz gebändert und weiß oder gelbbraun. Die Flügel sind braun, die Schwingen bräunlich mit kleinem ockergelben oder gelbbraunen Fleck auf der Innenfahne. Die Unterflügel sind weißlich. Von der Brust bis zum Steiß ist das Gefieder schwarz und gelbbraun gebändert.
Die Iris ist gelb, der Schnabel elfenbeinfarben oder grau und die Beine gräulich.

## Verbreitung

Verbreitungsgebiet

Das Verbreitungsgebiet der Guayaquilspechte ist auf die westlichen Abhänge der Anden und des angrenzenden Tieflandes vom südwestlichen Kolumbien (Departamento del Cauca) über West-Ecuador bis in den Nordwesten Perus (bis zum Süden Cajamarcas) begrenzt.

## Lebensraum und Lebensweise
Der Guayaquilspecht ist ein Standvogel und bewohnt trockene Laubwälder und Feuchtwälder sowie hohe Sekundärwälder und Mangroven vom Meeresspiegel bis in Höhen von 800 m, gelegentlich im Süden bis auf 1800 m. Details über seine Nahrung sind nicht dokumentiert, möglicherweise ähnelt sie der des Schwarzkehlspechtes (Campephilus melanoleucos). Die Brutsaison dauert mindestens von Oktober bis Mai in West Ecuador. Das Nest wird im Juli gebaut, Paare mit Jungtieren wurden im Oktober beobachtet. Weitere Details sind nicht bekannt.

## Taxonomie und Unterarten
René Primevère Lesson beschrieb ihn ursprünglich unter dem Namen Picus gayaquilensis. Vom Guayaquilspecht sind keine Unterarten beschrieben, er gilt damit als monotypisch.